# Sugar Plant
 (avril 2015).
 (juin 2017).
Sugar Plant est un groupe de dream pop japonais fondé en 1993. 
Il est constitué de la chanteuse Chinatsu Shoyama et du guitariste Shin'ichi Ogawa.

## Discographie
- Hiding Place
- Cage in the Sun EP
- Trance Mellow
- After After Hours
- Happy
- Dryfruit

## Sources
- page Allmusic
- chronique dans Les Inrockuptibles
- chronique dans Magic
- article du Washington Post